# Trzciniak koralowy
Trzciniak koralowy (Acrocephalus atyphus) – gatunek małego ptaka z rodziny trzciniaków (Acrocephalidae). Występuje endemicznie w Polinezji Francuskiej.

## Systematyka
Takson ten bywał czasem łączony w jeden gatunek z trzciniakiem długodziobym (A. caffer) i żółtawym (A. mendanae), ale różnią się one od siebie morfologią i zachowaniem. Wyróżnia się sześć podgatunków A. atyphus:
- Acrocephalus atyphus atyphus – północno-zachodnie Tuamotu.
- Acrocephalus atyphus eremus – Makatea.
- Acrocephalus atyphus niauensis – Niau.
- Acrocephalus atyphus palmarum – Anaa.
- Acrocephalus atyphus ravus – południowo-wschodnie Tuamotu.
- Acrocephalus atyphus flavidus – Napuka.

## Status
IUCN uznaje trzciniaka koralowego za gatunek najmniejszej troski (LC, Least Concern) nieprzerwanie od 1988 roku. Liczebność populacji nie została oszacowana, ale ptak ten opisywany jest jako lokalnie pospolity. Trend liczebności populacji uznawany jest za stabilny.